# Đạn dẫn đường chính xác

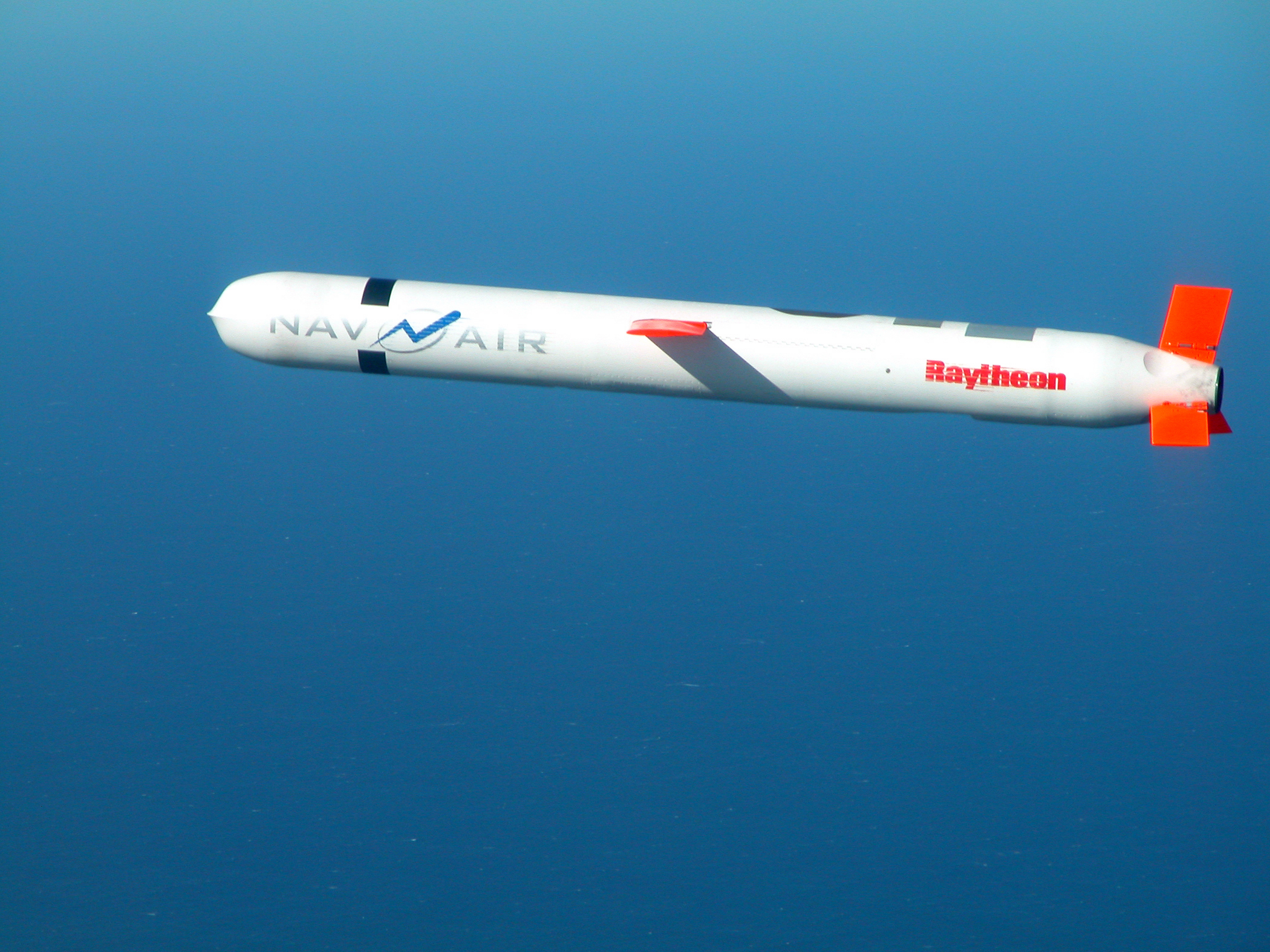
Tên lửa Tomahawk

Vũ khí thông minh là các loại bom, đạn, tên lửa chính xác, được trang bị bộ phận dẫn hướng chứa các thiết bị điện tử có khả năng tự động dẫn chúng đến mục tiêu.
Thiết bị dẫn hướng được thiết kế để cảm nhận sự phát xạ hay sự phản xạ điện từ trong dải quan sát của nó. Chế độ thu dùng cho vũ khí thông minh có các kiểu sau: mắt điện tử, hệ thống radar, sóng vô tuyến, tia hồng ngoại, tia laser.
Quá trình thu nhận mục tiêu gồm 5 bước:
1. Phát hiện ra vùng mục tiêu.
2. Phát hiện mục tiêu của bản thân.
3. Định hướng tới mục tiêu.
4. Xác nhận mục tiêu.
5. Phóng bom, đạn, tên lửa vào mục tiêu.

Các thành phần của vũ khí thông minh gồm: 
- 1. Bộ tìm kiếm hoặc bộ dẫn hướng.
- 2. Bộ điều khiển bám mục tiêu.

## Các hệ dẫn bám mục tiêu
- 1. Hệ dẫn chủ động: là hệ dẫn có nguồn năng lượng phát ra từ bom, đạn, tên lửa, đến mục tiêu sẽ phản xạ trở lại và được máy thu năng lượng đặt trên bom, đạn, tên lửa thu được. Trường hợp này cả nguồn năng lượng thu và phát đều đặt trên bom, đạn, tên lửa.
- 2. Hệ dẫn bán chủ động: là hệ dẫn mà ở đó mục tiêu sẽ được chiếu xạ bằng một nguồn năng lượng đặt ngoài bom, đạn, tên lửa, đến mục tiêu sẽ phản xạ trở lại và được máy thu năng lượng đặt trên đạn dược thu được. Trường hợp này nguồn năng lượng chiếu xạ do các máy phát như ra đa ở mặt đất hay máy chiếu Lazer đảm nhận.
- 3.Hệ dẫn bị động: là hệ dẫn ở đó ở đó năng lượng thu được hoàn toàn do năng lượng phát ra từ mục tiêu (ví dụ nhiệt từ động cơ máy bay hay nhiệt do vật thể ma sát với không khí)

### Phân loại
1. Tên lửa.
- AGM-65 Maverick
- AGM-84 Harpoon
- AGM-86 SLAM
- AGM-88 HARM
- AGM-154 JSOW
- AGM-158 JASSM
- BGM-109 Tomahawk

2. Bom dẫn hướng bằng Lazer.
a. Bom dẫn hướng bằng Lazer
- GBU-10
- GBU-16
- GBU-27
- GBU-28 "BUNKER BUSTER"

b. Bom dẫn hướng bằng TV/IR (vô tuyến/hồng ngoại)
GBU-15 TV/IR guided
c. Bom dẫn hướng bằng hệ thống định vị toàn cầu GPS
- GBU-15 GPS-mod
- GBU-29 JDAM

- GBU-30 JDAM
- GBU-31 JDAM
- GBU-32 JDAM
- GBU-36 GAM

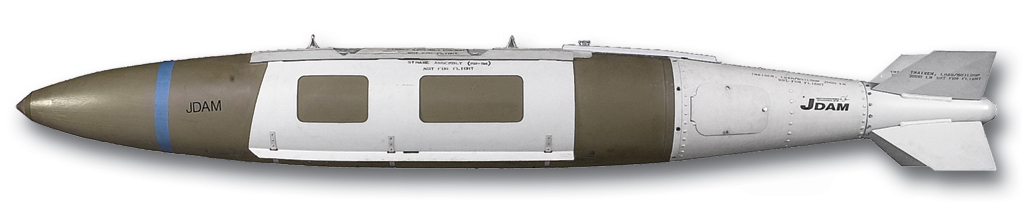
Bom GBU-31 JDAM

3. Đạn dược dẫn hướng bằng phương pháp khác
- WCMD

## Quá trình phát triển của vũ khí thông minh
Quá trình phát triển của vũ khí thông minh chính là quá trình phát triển của các phương pháp dẫn hướng, điều khiển: từ phương pháp dẫn hướng bằng sóng vô tuyến, dẫn hướng bằng hồng ngoại, đến dẫn hướng bằng Lazer, tới dẫn hướng bằng GPS và tiến tới là sự kết hợp INS/GPS (quán tính/hồng ngoại), TV/IR.
Sự ra đời của vũ khí thông minh hiện đại sử dụng kết hợp INS/GPS từ những năm 1996 sau đó được thử nghiệm tại các cuộc chiến tranh gần đây ở Nam Tư, ở Apganixtan và ở Iraq chứng minh tính hiệu quả 
Cùng với sự phát triển của các thiết bị dẫn hướng, vũ khí tinh khôn cũng ngày một chính xác. Trong chiến tranh thế giới lần thứ 2 các máy bay ném bom của Mỹ phải thả 648 quả bom để phá hủy một mục tiêu. Ở Việt Nam, những mục tiêu như vậy cần 176 quả để phá hủy. Ngày nay, một vài quả bom, đạn hay tên lửa dẫn hướng chính xác có thể làm được việc đó.
Đạn dược chính xác cũng làm tăng tính cơ động trong chiến đấu, phù hợp với chiến lược phản ứng nhanh trong chiến đấu.

## Các yếu tố ảnh hưởng đến vũ khí thông minh
a. Ảnh hưởng của môi trường.
- Mây hoặc khói
- Mưa, bụi nước.
- Ánh sáng kém.
- Góc chiếu sáng nhỏ.
- Độ ẩm tuyệt đối cao.
- Những đám mây dày đặc.

Các yết tố trên chủ yếu gây ra ánh hưởng với các vũ khí điều khiển bằng sóng vô tuyến, hồng ngoại, rada hay Lazer là các phương pháp dẫn hướng trước đây. Hiện nay với sự ra đời của, ít ảnh hưởng đến các phương pháp dẫn tiên tiến hiện nay như sử dụng GPS hay sử dụng kết hợp INS/GPS.
b. Các ảnh hưởng cụ thể như sau.
- Sự chuyển động dữ dội của không khí có thể làm hỏng quá trình bắt mục tiêu tự động.
- Sự mài mòn hay đột thủng vỏ cảm biến có thể xảy ra khi vũ khí thông minh xuyên qua những mảng khí quyển cứng như mưa đá hoặc cát.
- Chớp hoặc ma sát có thể gây nghẽn mạch điện. Tia chớp cũng có thể gây nổ đạn dược chính xác.
- Sự phát tán ánh sáng gây khó khăn cho những hệ dẫn vô tuyến và hồng ngoại.
- Góc chiếu sáng nhỏ có thể tạo ra các hình bóng gây sai lầm cho việc bắt mục tiêu tự động.
- Sự khác nhau về nhiệt độ như vào buổi sáng hay buổi trưa làm mục tiêu nóng lên với mức độ khác nhau gây ảnh hưởng tới quá trình bắt mục tiêu.
- Hơi ẩm và bụi bẩn làm thay đổi màu vốn có của mục tiêu, cũng có thể làm thay đổi nhiệt độ bề mặt.
- Những điểm nóng hoặc lạnh ở xung quanh có thể gây nhiễu mục tiêu làm sai lệch cảm biến hồng ngoại (ví dụ các đống lửa ở gần mục tiêu mặt đất)